# Oddvar Brå
Oddvar Brå, né le 16 mars 1951, est un fondeur norvégien.

## Biographie
Chez les juniors, il est champion d'Europe.
Il compte cinq participations aux Jeux olympiques a son actif entre 1972 et 1988, remportant deux médailles d'argent en relais en 1972 et 1980, mais aucune en individuel, frôlant le podium en 1988, où il le porte-drapeau norvégien, avec le quatrième rang sur le quinze kilomètres. Il est le vainqueur de la Coupe du monde innoficielle en 1975 (où il gagne aussi aux Jeux du ski de Lahti et de Suède à Falun) et 1979 et est cinq fois vainqueur au Festival de ski de Holmenkollen, ce qui lui vaut de recevoir la Médaille Holmenkollen. Il obtient aussi la Médaille d'or du Morgenbladet en 1973.
En 1982, il remporte ses premiers titres internationaux, à l'occasion des Championnats du monde à Oslo, où il gagne la médaille d'or au quinze kilomètres et au relais, où malgré un bâton cassé, il finit à égalité avec Aleksandr Zavyalov et donc les Norvégiens partagent le titre avec les Soviétiques. Dans la Coupe du monde, il gagne le cinquante kilomètres de Lahti cet hiver
Lors de la saison 1987-1988, il monte sur son quatrième et ultime podium dans la Coupe du monde en terminant deuxième du cinquante kilomètres de Rovaniemi. Il se retire du sport en 1989.
Brå a surtout imposé une domination au niveau national, puisqu'il établit le record de titres aux Championnats de Norvège avec seize victoires. Il pratique également la course à pied au niveau compétitif, devenant même champion de Norvège du cross-country en 1984. Pour sa polyvalence, il reçoit le Prix Egebergs Ærespris en 1988.
Il devient ensuite entraîneur pour les jeunes skieurs.

## Palmarès

### Jeux olympiques
| Épreuve / Édition | Sapporo 1972 | Innsbruck 1976 | Lake Placid 1980 | Sarajevo 1984 | Calgary 1988 |
| 15 km             | 9e           |                | 9e               |               | 4e           |
| 30 km             |              | 19e            | 12e              | 32e           |              |
| 50 km             |              | DNF            | 7e               |               |              |
| Relais 4 × 10 km  | Argent       |                | Argent           |               | 6e           |

### Championnats du monde
| Épreuve / Édition | Falun 1974 | Lahti 1978 | Oslo 1982 | Seefeld 1985 | Lahti 1989 |
| 15 km             | 5e         |            | Or        | 18e          | 9e         |
| 50 km             |            |            | 10e       |              |            |
| Relais 4 × 10 km  | Bronze     | Bronze     | Or        |              |            |

### Coupe du monde
- Meilleur classement général : 5e en 1982.
- 4 podiums individuels : 2 victoires et 1 deuxième place et 1 troisième place.

#### Détail des victoires
En plus de la victoire aux Championnats du monde 1982 sur le quinze kilomètres : 
| Date        | Lieu  | Pays     | Discipline |
| ----------- | ----- | -------- | ---------- |
| 7 mars 1982 | Lahti | Finlande | 50 km      |

#### Classements par saison
| Saison | Âge | Classement général |
| ------ | --- | ------------------ |
| 1982   | 31  | 5e                 |
| 1983   | 32  | 15e                |
| 1984   | 33  | 15e                |
| 1985   | 34  | 36e                |
| 1986   | 35  | 24e                |
| 1987   | 36  |                    |
| 1988   | 37  | 13e                |
| 1989   | 38  | 30e                |